# Reborn (Stryper)
Reborn è un album in studio registrato e pubblicato dalla band christian metal statunitense Stryper, nel 2005.
È il primo album dai tempi di Against the Law del 1990 contenente nuovo materiale, dopo le diverse raccolte e i live usciti per la band in tutti quegli anni. L'album si chiude con la traccia I.G.W.T. una nuova versione del loro hit In God We Trust del 1988.

## Tracce
1. Open Your Eyes – 4:02
2. Reborn – 3:27
3. When Did I See You Cry – 3:35
4. Make You Mine – 4:01
5. Passion – 3:48
6. Live Again – 3:30
7. If I Die – 3:46
8. Wait for You – 3:22
9. Rain – 3:42
10. 10,000 Years – 3:15
11. I.G.W.T. – 3:17

## Formazione
- Michael Sweet - chitarra, voce
- Oz Fox - chitarra
- Robert Sweet - batteria
- Tracy Ferrie - basso